# Campionats del món de ciclocròs de 1975
Els Campionats del món de ciclocròs de 1975 foren la 26a edició dels mundials de la modalitat de ciclocròs i es disputaren el 26 de febrer de 1975 a Melchnau, Cantó de Berna, Suïssa. Es disputaren dues proves masculines.

## Resultats
| Prova                   | Or                          | Or         | Plata                    | Plata | Bronze                          | Bronze   |
| Cursa elit masculina    | Roger De Vlaeminck · França | 1h 09' 53" | Albert Zweifel · Suïssa  | + 31" | Peter Frischknecht · Suïssa     | + 1' 26" |
| Cursa amateur masculina | Robert Vermeire · Bèlgica   | 1h 00' 11" | Klaus-Peter Thaler · RFA | m. t. | Gerrit Scheffer · Països Baixos | m. t.    |

## Classificacions

### Classificació de la prova masculina elit
| Pos. | Ciclista           | País    | Temps      |
| ---- | ------------------ | ------- | ---------- |
|      | Roger De Vlaeminck | Bèlgica | 1h 09' 53" |
|      | Albert Zweifel     | Suïssa  | + 31"      |
|      | Peter Frischknecht | Suïssa  | + 1' 26"   |
| 4    | Eric De Vlaeminck  | Bèlgica | + 2' 03"   |
| 5    | Albert Van Damme   | Bèlgica | + 2' 18"   |
| 6    | Marc De Block      | Bèlgica | + 2' 48"   |
| 7    | Hermann Gretener   | Suïssa  | + 3' 49"   |
| 8    | Rolf Wolfshohl     | RFA     | + 4' 22"   |
| 9    | Michel Baele       | Bèlgica | + 6' 14"   |
| 10   | Richard Steiner    | Suïssa  | + 6' 28"   |

### Classificació de la prova masculina amateur
| Pos. | Ciclista            | País          | Temps      |
| ---- | ------------------- | ------------- | ---------- |
|      | Robert Vermeire     | Bèlgica       | 1h 00' 11" |
|      | Klaus-Peter Thaler  | RFA           | m. t.      |
|      | Gerrit Scheffer     | Països Baixos | m. t.      |
| 4    | Willy Lienhard      | Suïssa        | + 2' 09"   |
| 5    | André Geirland      | Bèlgica       | + 2' 20"   |
| 6    | Czesław Polewiak    | Polònia       | + 2' 28"   |
| 7    | Gilbert Lahalle     | França        | + 2' 33"   |
| 8    | Franco Vagneur      | Itàlia        | + 2' 41"   |
| 9    | Eric Desruelle      | Bèlgica       | + 2' 43"   |
| 10   | Ekkehard Teichreber | RFA           | + 3' 01"   |

## Medaller
| Pos. | País          | Or | Plata | Bronze | Total |
| 1    | Bèlgica       | 2  | 0     | 0      | 2     |
| 2    | Suïssa        | 0  | 1     | 1      | 2     |
| 3    | RFA           | 0  | 1     | 0      | 1     |
| 4    | Països Baixos | 0  | 0     | 1      | 1     |